# Batalla de Zama
La batalla de Zama es va lliurar el 19 d'octubre de l'any 202 aC i va ser la batalla decisiva de la Segona Guerra Púnica. Un exèrcit romà comandat pel cònsol Corneli Escipió va derrotar un exèrcit cartaginès comandat pel general Hanníbal. Després d'aquesta derrota, patida no gaire lluny de la mateixa ciutat de Cartago, el senat cartaginès es va veure obligat a acceptar la pau. Amb aquest fet va acabar la Segona Guerra Púnica.

## Abans de la batalla
Després d'acabar amb la presència de les forces cartagineses a Hispània, Corneli Escipió, altrament conegut com a Escipió l'Africà, va proposar al Senat romà acabar la guerra atacant a la mateixa ciutat de Cartago i els territoris més propers a aquesta, que, més o menys, es troben l'actual Tunis. A pesar de la cautela del Senat romà, Escipió va rebre del poble de Roma l'autoritat necessària per a intentar la invasió. Després del desembarcament a l'Àfrica, Escipió va operar amb cautela en territori cartaginès, limitant-se a enfortir el seu exèrcit reclutant entre la població local desafectes al règim cartaginès. Un cop Masinissa I va fer fora el procartaginès Sífax del tron númida, Escipió es va sentir capaç d'arriscar-se a amenaçar la ciutat de Cartago mitjançant una batalla que obligués a acabar la guerra. Aleshores el senat cartaginès va cridar al seu general Hanníbal, el qual es trobava a Itàlia lluitant contra Roma. Hanníbal, liderant un exèrcit de veterans d'Itàlia i de ciutadans cartaginesos, va anar a l'encontre de l'exèrcit d'Escipió. Ambdós exèrcits es van trobar a la plana de Zama.

## Batalla
A Zama es va fer un gir de 180 graus a les típiques batalles de la Segona Guerra Púnica perquè els romans es trobaven en inferioritat numèrica pel que fa a infanteria i els cavallers cartaginesos, a causa de la traïció númida, eren superats per 5.700 cavallers romans.
Al començament de la batalla la cavalleria romana va envoltar la cartaginesa, però en comptes de tornar immediatament al front principal de la batalla, van continuar la seva maniobra. Després d'una gran escaramussa entre la infanteria lleugera romana i la combinació d'infanteria lleugera i elefants de guerra cartaginesos, les formacions principals es van trobar. Hanníbal havia desplegat els seus veterans en la formació esglaonada darrere de la seva primera línia de combat, amb la intenció d'envoltar els flancs de l'exèrcit romà. No obstant això, Escipió havia fet el mateix combinant files de triaris i de principes, la qual cosa va permetre a l'exèrcit romà resistir la maniobra cartaginesa. Aleshores, els legionaris romans van fer sorolls molts forts, que van espantar els elefants de guerra i aquests van fugir en direcció a l'exèrcit cartaginès, obrint, amb el seu pas, forats en les formacions púniques. Aleshores, quan els romans s'enfrontaven ja amb la infanteria cartaginesa, la cavalleria romana va tornar atacant per la rereguarda cartaginesa. Aquest atac per dos fronts va desintegrar les formacions cartagineses i va assegurar la victòria romana. Hanníbal va sobreviure i va fugir a Cartago per a informar de la derrota cartaginesa.

## Les repercussions de la batalla
Quan el senat cartaginès es va assabentar de la derrota no li va quedar més opció que acceptar la pau que Roma imposava. Amb aquest fet, la Segona Guerra Púnica va arribar al seu final. Cartago es va veure obligada, per a sobreviure, a renunciar a les seves possessions a Hispània, a tenir l'exèrcit controlat per Roma i a pagar 300.000 quilos d'or en 50 anys. A més, gran part de les possessions africanes de Cartago van haver de ser cedides al regne de Numídia perquè el seu rei, Masinissa I, era aliat de la República de Roma. Aquesta derrota significava que Cartago no podria tornar a lluitar contra Roma pel domini del Mediterrani occidental. 50 anys després, durant la Tercera guerra púnica, Cartago només va poder organitzar la defensa de la seva ciutat, la qual, després d'un setge, va ser capturada i totalment destruïda.